# محمد ساكو
محمد ساكو (بالفرنسية: Mohamed Sakho)‏ (5 أغسطس 1988 كوناكري غينيا - ) هو لاعب كرة قدم غيني، شارك في كأس الأمم الأفريقية 2008.

## روابط خارجية
- محمد ساكو على موقع الاتحاد الدولي (مؤرشف)  (الإنجليزية)
- محمد ساكو على موقع اتحاد تركيا (لاعب) (الإنجليزية)
- محمد ساكو على موقع قاعدة بيانات كرة القدم.إي يو (الإنجليزية)
- محمد ساكو على موقع ناشيونال فوتبول تيمز (الإنجليزية)